# Lac Major de Saboredo
El lac Major de Saboredo en aranès o estany Major de Saboredo en català és un llac glacial que es troba a la conca oriental del Circ de Saboredo, al vessant nord del Pirineu. La seva altitud és 2.340 metres i la seva superfície és de 16,35 hectàrees. Forma part de la zona perifèrica del Parc Nacional d'Aigüestortes i Estany de Sant Maurici. La major part de la seva superfície està inclosa al terme municipal d'Alt Àneu, del Pallars Sobirà i la resta pertany al terme municipal d'Naut Aran a la Vall d'Aran.
L'estany te dues denominacions perquè,si bé pertany geogràficament a la Vall d'Aran, la seva superfície és travessada pel límit entre les comarques de la Vall d'Aran, on el nomenclàtor recull la toponímia en aranès, i el Pallars Sobirà, on és la toponímia en català la reconeguda, de forma que els dos topònims estan recollits de forma oficial. S'ha optat per fer l'entrada en occità per pertànyer l'estany geogràficament a la Vall d'Aran.
Una llegenda explica la raó per la qual els límits pallaresos son tant a l'interior de la Vall d'Aran. Poden trobar-se més detalls a la pàgina del Circ de Saboredo, a l'apartat La llegenda de les propietats de Son.
A l'extrem nord té una petita presa que augmenta la seva capacitat d'embassament. Reb aigua d'un emisari de l'estany Gelat de Saboredo.
En aquest estany hi ha el jaciment arqueològic d'un abric o refugi, datat en el Neolític antic.